# Pearsonia madagascariensis
Pearsonia madagascariensis là một loài thực vật có hoa trong họ Đậu. Loài này được (R.Vig.) Polhill miêu tả khoa học đầu tiên.